# Julia Augusta Webster
Julia Augusta Webster (30 de gener del 1837 - 5 de setembre del 1894) nasqué a Poole, a Dorset, amb cognom de soltera Davies. Fou una escriptora anglesa, poeta, dramaturga, assagista i traductora. Filla del vicealmirall George Davies i Julia Hume, de jove visqué a bord del vaixell Griper.(1)
Estudià grec a casa; s'inclinà en especial cap al teatre grec, i va estudiar al Cambridge School of Art. Publicà el primer llibre de poesia al 1860 amb el pseudònim de Cecil Homes.
El 1863 es casa amb Thomas Webster, un membre del Trinity College, de Cambridge. Van tenir una filla, Augusta Georgiana, que es casà amb el reverend George Theobald Bourke.
Gran part de l'obra de Julia Webster explora la condició de la dona; defensà els drets de les dones, i milità en la branca londinenca del Comité Nacional Sufragi femení.(1)
Julia Webster fou la primera escriptora que tingué un càrrec electiu, per al London School Board al 1879 i 1885. El 1885 viatja a Itàlia per tal de millorar la salut. Mor el 5 de setembre del 1894, als 57 anys.
Va ser considerada per alguns com la successora d'Elizabeth Barrett Browning. Després de la seua mort, però, la seua reputació va declinar. Des de mitjan 1990 ha tornat a guanyar atenció per part d'estudiosos com ara Isobel Armstrong, Angela Leighton i Christine Sutphin. Els seus poemes més coneguts són tres extensos monòlegs de dones: "A Castaway," "Circe" i "The Happiest Girl In The World", igual que el seu sonets publicats pòstumament, Mother and Daughter.

## Obres
Poesia
- Blanche Lisle: And Other Poems. 1860
- Lilian Gray. 1864
- Dramatic Studies. 1866
- A Woman Sold and Other Poems. 1867
- Portraits 1870
- A Book of Rhyme 1881
- Mother and Daughter 1895

Traduccions a vers
- Prometheus Bound 1866
- Medea 1868
- Yu-Pe-Ya's Lute. A Chinese Tale in English Verse 1874

Teatre
- The Auspicious Day 1874
- Disguises 1879
- In a Day 1882
- The Sentence 1887

Novel·la
- Lesley's Guardians 1864

Assaig
- A Housewife's Opinions 1878[2]